# Erdtelegraphie
Die Erdtelegraphie wurde ab 1894 erprobt und im Ersten Weltkrieg als drahtlose Fernmeldeverbindung bis ca. 10 km Entfernung vom Militär auf beiden Seiten (hauptsächlich Deutschland und Frankreich) eingesetzt. Nach dem Krieg ab 1920 wurde es Erdfunkerei genannt. Durch die weitere Entwicklung der Funktechnik wurde die Erdtelegraphie bedeutungslos.
Die Erdtelegraphie, abgekürzt Erdtel, beruht darauf, dass Wechselströme, die an zwei Stellen in die Erde geleitet werden, nicht nur in der geraden Verbindungslinie der beiden Erdleitungen, sondern auch bogenförmig in kilometerweitem Umkreis verlaufen, so dass Teilströme davon auch in größerer Entfernung durch ein zweites Paar von Erdleitungen aus dem Boden herausgeholt und im Fernhörer als summende Morsezeichen aufgenommen werden können. Der Abstand der zusammengehörigen Erdleitungen heißt „Basislänge“ (Sendebasis, Empfangsbasis).

## Geschichte

### Probebetrieb
Dieses Fernmeldeverfahren war 1894 von Rathenau auf dem Wannsee erprobt, aber wegen des für die erzielbaren Reichweiten zu hohen Aufwandes (für 4,2 km äußerster Reichweite war 500 m lange Sendebasis, 2 A bis 3 A Sendestrom und 100 m Empfangsbasis nötig) als unwirtschaftlich aufgegeben, was 1896 durch Karl Strecker, der mit 3 km Sendebasis, 16 A Sendestrom und 1,2 km Empfangsbasis eine Entfernung von 17 km erreichte, bestätigt wurde.
Unabhängig davon hatte 1895 Ammon bei Brückenschlägen mit gewöhnlichen Summern des Feldgeräts und beiderseitig 1000 m langen Basen betriebsbrauchbare Summerverbindung über den 250 m breiten Oberrhein erreicht.

### Verwendung im Ersten Weltkrieg
Im Frühjahr 1915 wurde die Erdtelegraphie deutscherseits im Stellungskrieg bei Lille mit Summersendern und kleinen Maschinensendern wieder versucht, um eine dem feindlichen Feuer weniger ausgesetzte Verbindung der vordersten Linie nach rückwärts herzustellen. Feldbrauchbar wurde die Erdtelegraphie durch Verwendung des gleichzeitig eingeführten Verstärkers, der bei Basislängen von 50 bis 100 m schon Reichweiten von mehreren Kilometern ermöglichte, ferner durch kräftige Summer mit hohem Ton (800 bis 1600 Hz), für deren Betrieb tragbare Akkumulatoren, damals als Sammler bezeichnet, genügten. Im Juni 1916 wurde die Erdtelegraphie als planmäßiges Verkehrsmittel eingeführt. Von zahlreichen Konstruktionen von Erdtelegraphsendern wurde am meisten der mit einem 6-V-Sammler zu betreibende „kleine Seibtsender“ (Georg Seibt) verwendet, der ohne Sammler 2,5 kg wog und 2 km Reichweite hatte. Die Reichweite ist außer von Geräteart und Basislänge noch von der Bodenbeschaffenheit und Geländeform abhängig. Am günstigsten sind zusammenhängende dünne Humusschichten auf trockenem Fels wie in der Champagne.

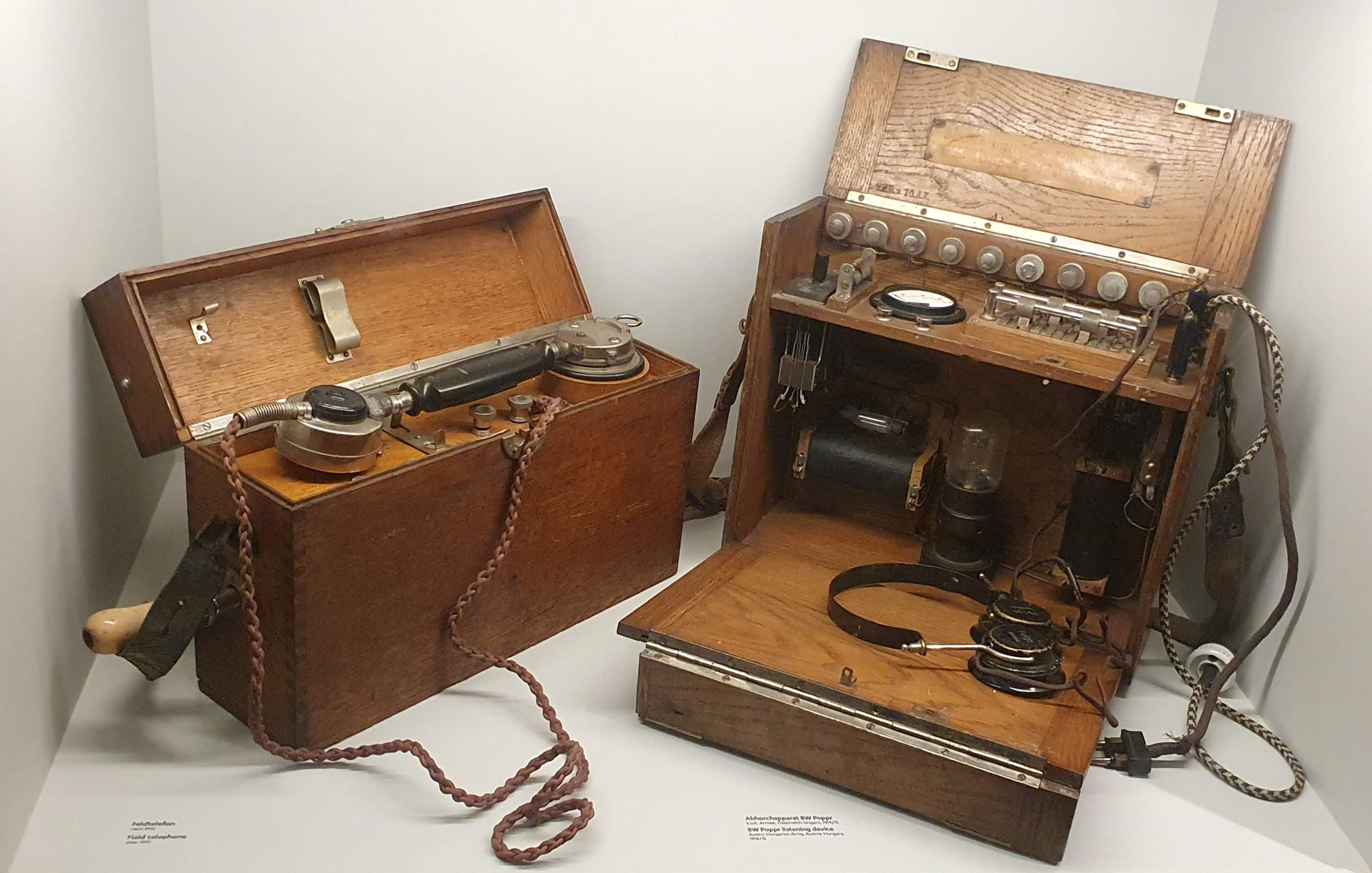
Abhorchapparat BW ("Besonderer Weg") Poppr der österreichisch-ungarischen k.u.k. Armee von Josef Poppr. An der Oberseite sichtbar die Anschlüsse für bis zu zehn Erden. Elektronenröhrenverstärker und Kopfhörer zum Abhorchen von Gesprächen.

Auch die Basisrichtung war wichtig: Ein Suchschalter, an den zahlreiche Erden (bis 10) angelegt sind, ermöglicht schnell die beste Basisrichtung auszuwählen. In Großkämpfen 1917 bildete die Erdtelegraphie im Trommelfeuer nach Vernichtung aller Fernsprechleitungen oft das einzige brauchbare Nachrichtenmittel und bewährte sich sowohl im Wechselverkehr wie auch im einseitigen Verkehr (Empfangsbestätigung erfolgte durch Leuchtpistole). Zur Vermeidung gegenseitiger Störungen der immer zahlreicher eingesetzten Erdtelverbindungen wurden die Seibtsender 1918 auf bestimmte Tonhöhen (850, 1050, 1300 oder 1550 Schwingungen je Sekunde) fest abgestimmt, ferner tonauswählende, auf diese Tonhöhen abstimmbare Fernhörer, schließlich auch abstimmbare Sender hergestellt. Die für Überwindung größerer Entfernungen und Stören der feindlichen Erdtelegraphen 1917 hergestellten „Erdtelgroßstationen“ mit Vierzylindermotor waren zu schwerfällig und wurden im Sommer 1918 aus der Armeefront zurückgezogen. Nur bei den stationären Verhältnissen der Marnefront in Flandern blieben sie in Gebrauch und erzielten vereinzelt Reichweiten bis 16 km.
Auf Seiten der Entente ist die Erdtelegraphie etwa gleichzeitig mit der deutschen Erdtelegraphie angewendet worden. Der Sender hieß „Parleur“, war sehr kräftig gebaut und konnte durch ein Laufgewicht auf dem Anker auf verschiedene Tonhöhen abgestimmt werden. Aus englischen Veröffentlichungen ging hervor, dass die Ergebnisse bei der Entente mit deutschen Erfahrungen übereinstimmten.
Einen großen Nachteil hatte die Erdtelegraphie, denn die Signale konnten vom Feind abgefangen werden.

## Erdtelpeilgerät
Das Erdtelpeilgerät war 1917 in Deutschland ausgearbeitet zum Anpeilen feindlicher Erdtelstellen. Beim Einsatz an der Front im April 1918 zeigte sich, dass die Peilstrahlen durch die Drahtverhaue so abgelenkt wurden, dass alle angepeilten feindlichen Erdtelstellen im Drahthindernis zu liegen schienen. Das Gerät wurde daher zurückgezogen.